# Рінкон (Пуерто-Рико)
Рінкон (ісп. Rincón, МФА: [riŋˈkon]) — муніципалітет Пуерто-Рико, острівної території у складі США. Заснований 1771 року.

## Географія
Площа суходолу муніципалітету складає 36 км² (74-е місце за цим показником серед 78 муніципалітетів Пуерто-Рико).

## Демографія
Станом на 2010 рік на території муніципалітету мешкало 15 200 ос.
Динаміка чисельності населення:

## Населені пункти
Найбільші населені пункти муніципалітету Рінкон:
| Населений пункт | Статус | Населення :   | Населення :   | Населення :   |
| Населений пункт | Статус | на 01.04.1990 | на 01.04.2000 | на 01.04.2010 |
| --------------- | ------ | ------------- | ------------- | ------------- |
| Рінкон          | Місто  | 1 319         | 1 436         | 1 456         |
| Стелья          | Селище | 1 286         | 1 293         | 1 088         |